# Цзыюань
Цзыюа́нь (кит. упр. 资源, пиньинь Zīyuán) — уезд городского округа Гуйлинь Гуанси-Чжуанского автономного района (КНР).

## История
Уезд был образован в 1935 году из частей территорий уездов Цюаньсянь и Синъань.
В составе КНР в 1949 году был образован Специальный район Гуйлинь (桂林专区) провинции Гуанси, и уезд вошёл в его состав. В 1952 году уезд Цзыюань был расформирован, а его земли — разделены между уездами Синъань и Цюаньсянь, но в 1954 году уезд был воссоздан. В 1958 году провинция Гуанси была преобразована в Гуанси-Чжуанский автономный район. В 1971 году Специальный район Гуйлинь был переименован в Округ Гуйлинь (桂林地区).
Постановлением Госсовета КНР от 27 августа 1998 года город Гуйлинь и Округ Гуйлинь были объединены в Городской округ Гуйлинь.

## Административное деление
Уезд делится на 1 посёлок, 3 волости и 3 национальные волости.